# Cremnops fulgidipennis
Cremnops fulgidipennis är en stekelart som först beskrevs av Cameron 1911.  Cremnops fulgidipennis ingår i släktet Cremnops och familjen bracksteklar. Inga underarter finns listade i Catalogue of Life.